# Strimflyghöna
Strimflyghöna (Pterocles lichtensteinii) är en fågel i familjen flyghöns inom ordningen flyghönsfåglar.

## Utseende
Denna art är en liten och kompakt flyghöna med en kroppslängd på endast 22-25 centimeter. Fjäderdräkten är påfallande mörk med tät tvärvattring. Jämfört med andra flyghönsarter som förekommer i samma del av världen är den påfallande långbent och har inte samma utdragna akterparti och rör sig med stjärten mer lyftad. 
Hanen har en karakteristisk svart- och vitbandad framhjässa samt rostbeige och svarta tvärband på bröst och större vingtäckare. Näbben är orange. Honan är jämnt tvärvattrad utan hanens teckningar och har grå näbb.

## Utbredning och systematik
Strimflyghöna delas in i fem underarter med följande utbredning:
- lichtensteinii-gruppen
  - Pterocles lichtensteinii targius – förekommer i Sahara och Sahel från Marocko och Mauretanien till Tchad
  - Pterocles lichtensteinii lichtensteinii – förekommer från södra Israel, Sinaihalvön, sydöstra Egypten till norra Etiopien, norra Somalia och Socotra
  - Pterocles lichtensteinii sukensis – förekommer i sydöstra Sydsudan, södra Etiopien samt nordvästra och centrala Kenya
  - Pterocles lichtensteinii ingramsi – förekommer i södra Jemen (Hadramaut)
- Pterocles lichtensteinii arabicus – förekommer från södra Arabiska halvön till södra Iran, södra Afghanistan och Pakistan

### Släktestillhörighet
DNA-studier visar att arterna inom släktet Pterocles inte är varandras närmaste släktingar. Exempelvis är strimflyghöna närmare släkt med stäppflyghöna i släktet Syrrhaptes än med vitbukig flyghöna (Pterocles alchata). Dessa forskningsresultat har ännu inte lett till några taxonomiska förändringar.

## Ekologi
Strimflyghöna trivs i flacka bergstrakter i karg, stenig terräng, dock ej i ren öken. Till skillnad från flera av sina släktingar besöker den vattenställen i skymningen och då i rätt små flockar.

## Status och hot
Arten har ett stort utbredningsområde och en stor population med stabil utveckling. Utifrån dessa kriterier kategoriserar IUCN arten som livskraftig (LC). Världspopulationen har inte uppskattats men den beskrivs som generellt frekvent förekommande till lokalt vanlig, även om den är ovanlig i Västafrika, Sudan och Kenya.

## Namn
Fågelns vetenskapliga artnamn hedrar Martin Hinrich Carl Lichtenstein (1780-1857), tysk ornitolog, samlare av specimen och direktör för zoologiska museet i Berlin. På svenska har den även kallats ’'strimmig flyghöna.